# Theotima fallax
Espèce
Theotima fallax est une espèce d'araignées aranéomorphes de la famille des Ochyroceratidae.

## Distribution
Cette espèce se rencontre au Venezuela, à Saint-Vincent et à Cuba.

## Publication originale
- Fage, 1912 : Études sur les araignées cavernicoles. I. Révision des Ochyroceratidae (n. fam.). Biospelogica, XXV. Archives de zoologie expérimentale et générale, vol. 5, no 10, p. 97-162 (texte intégral).